# 社会的排除ユニット
社会的排除ユニット（しゃかいてきはいじょユニット、Social Exclusion Unit、 SEU) とは、イギリス政府配下の部局の一つ。日本語では社会的排除防止局、社会的排除対策室とも訳される。
ブレア政権下において、1997年に内閣府 (Cabinet office) 内に設置。2002年に副首相府 (ODPM:Office of the Deputy Prime Minister) に移管。なお、副首相府は2006年5月5日に地域社会・自治省 (DCLG:Department for Communities and Local Government) に改称された。
社会的排除の原因となる諸問題への対策として行政サービス改善に関する省庁横断的な取組みを行う機関。

## 1997年、社会的排除ユニット
1997年12月8日に設立されたSEUは、社会的排除を次のように定義している。

"A shorthand label for what can happen when individuals or areas suffer from a combination of linked problems such as unemployment, poor skills, low incomes, poor housing, high crime environments, bad health and family breakdown"
個人や地域らの複合的つながりに問題を抱えるとき、それに関連して起こる問題の略称、たとえば失業、スキル不足、低所得、住宅不足、高犯罪率の環境状態、健康状態の悪化、家庭の崩壊など。

SEUは社会政策の多くの分野で50を超えるレポートを公開した。調査対象には路上生活者、十代の出産、メンタルヘルス、高齢者などがあった。